# 1247
1247 (MCCXLVII) var ett normalår som började en tisdag i den julianska kalendern.

## Händelser

### Okänt datum
- Knut Långes son Holmger Knutsson gör uppror mot Erik den läspe och halte i vad som kallas Första folkungaupproret. Han besegras dock i slaget vid Sparrsätra. Följande står att läsa i Sigtunaannalerna: "Detta år förlorade Upplands bondemenighet vid Sparrsätra segern och friheten, och dem blev pålagda spannmål, skeppsvist och andra skatter."
- Den påvlige legaten Wilhelm av Sabina kommer till Sverige.
- Franciskanermunkar slår sig ner i Uppsala.
- Wilhelm av Holland (död 1250) blir motkonung i Tyskland.

## Födda
- Isabella av Aragonien, drottning av Frankrike 1262–1271, gift med Filip III

## Avlidna
- Roesia de Verdun, irländsk arvtagare och länsherre
- Sune Folkesson (Bjälboätten), svensk adelsman
- Ermesinda av Luxemburg, regerande grevinna av Luxemburg